# Simone Cassandra
Simone Cassandra (Bad Windsheim, 1974) è un serial killer italiano, soprannominato il "Mostro di Norma". Uccise tre persone in poco più di un mese, tutte per futili motivi.

## Biografia
Cassandra nacque nel 1974 a Bad Windsheim, un piccolo comune nella Baviera, da una famiglia di italiani emigrati in Germania. Ebbe un'infanzia priva di affetto a causa del padre Enzo, uomo molto serio e violento nei confronti suoi e della sorella. La madre, inoltre, soffriva di problemi di depressione. Poco dopo la nascita di Cassandra, la famiglia tornò in Italia per stabilirsi a Norma, in provincia di Latina. A scuola Cassandra era solito manifestare un comportamento introverso e aggressivo, e aveva pochi amici. Venne regolarmente seguito dal centro di igiene mentale di Latina a causa di un ritardo nello sviluppo. 
A Norma tutti lo chiamavano " 'O Matto" e "Rambo" per il suo atteggiamento irrequieto e sospettoso e la sua abitudine di sfrecciare per le strade del paese a bordo di un motorino scassato. Raggiunta la maggiore età prestò servizio militare in aeronautica, al termine del quale aiutò il padre nell'attività di fabbro. 
Cassandra è inoltre cugino di Carlo Cappelletti, condannato insieme a Maria Luigia Redoli per l'omicidio di Luciano Iacopi nel 1989.

### I furti e gli omicidi
A poco più di 20 anni, Cassandra iniziò a compiere furti di polli su commissione con la complicità di Emanuele Giordano. Per ogni furto, Cassandra veniva pagato 15.000 lire dal contadino 66enne Francesco Belmonte. Nel giugno 1995, però, venne messo a segno un'enorme furto ai danni dello stesso Belmonte a cui vennero rubate 150 galline. Il contadino, che sospettava fortemente della responsabilità di Cassandra, minacciò quest'ultimo urlandogli contro “Io ti ammazzo! Mi hai rubato i polli e io ti ammazzo”. Per risolvere la questione, il 17 luglio 1995 Cassandra attirò Belmonte in una vecchia casa abbandonata fuori Norma e lo uccise colpendolo ripetutamente alla testa con una spranga di ferro. Successivamente gettò il suo cadavere in un pozzo. 
Il 17enne Franco Giordano, fratello di Emanuele, disse a Cassandra di averlo visto con Belmonte poco prima del suo omicidio. Questo portò Cassandra a convincersi che anche Giordano dovesse essere eliminato, per evitare testimoni. Pochi giorni dopo, il 29 luglio, Cassandra chiese aiuto a Giordano per riparare un termosifone difettoso nella baracca. Mentre Giordano stava per prendere una chiave inglese, Cassandra gli sfondò la testa a colpi di spranga e gettò il suo corpo nello stesso pozzo che ospitava i resti di Belmonte.
Cassandra era conosciuto e ammirato da diversi bambini della zona grazie ai suoi atteggiamenti particolari e sopra le righe. Uno di questi bambini era Edoardo Novata, di 11 anni, che il 27 agosto incontrò Cassandra in piazza e gli rivelò che diverse persone l'avevano visto con Belmonte e Giordano prima che venissero uccisi. Aggiunse che probabilmente sarebbe finito in carcere. Cassandra lo implorò di non dire nulla, ma capì che sarebbe andato a denunciare tutto ai carabinieri. Quella sera stessa, dopo le 21:00, mentre conversava con lui davanti a un tabaccaio lo fece salire in macchina per andare a rubare alcuni tubi. Mentre Novata stava svitando le tubature, Cassandra lo aggredì da dietro e lo uccise a sprangate in testa. Il suo cadavere venne gettato in un altro pozzo, più stretto e profondo. 
Verso le 22:30, Anna Novata, sorella di Edoardo, si vide con Cassandra mentre stava cercando suo fratello. Quando gli chiese se avesse visto Edoardo, Cassandra rispose con un sorriso inquietante affermando di averlo visto con alcuni amichetti fuori dal paese. Tramite le ricostruzioni degli amici di Edoardo, Anna capì che Cassandra fu l'ultimo a vedere il fratello. Quando bussò a casa del ragazzo, però, venne cacciata da Enzo Cassandra in persona.

### L'arresto
La sera del 29 agosto, Cassandra programmò verosimilmente di uccidere anche Emanuele Giordano in un incontro con lui e un amico finanziere dalla Sicilia. Giordano non andò l'appuntamento a causa di un guasto al motorino e allora Cassandra, rimasto solo con l'amico finanziere, confessò a lui tutti i suoi omicidi (tranne quello di Novata) indicandogli anche il pozzo dove ha gettato i cadaveri. Il finanziere, pur non riuscendo a vedere i corpi a causa del buio, allertò i carabinieri e Cassandra fu arrestato. Ammise tutto il giorno dopo, ma rimase tentennante fino all'ultimo riguardo l'omicidio di Novata, forse perché in preda di rimorsi. Nei giorni successivi Cassandra condusse gli inquirenti ai due pozzi contenenti i cadaveri, rimanendo impassibile di fronte alla vista del corpo del piccolo Edoardo.

### Il processo
Cassandra fu accusato ufficialmente per triplice omicidio e occultamento di cadavere, venendo giudicato con rito abbreviato. Il processo si giocava sulla capacità di intendere e di volere da parte dell'imputato, che in primo grado fu condannato a 10 anni di OPG dopo che era stata riconosciuta in Cassandra una grave alterazione dell’equilibrio psichico. In appello la sentenza fu parzialmente ribaltata: a Cassandra venne attribuita una lucida premeditazione insieme a una psicosi paranoide e la condanna fu di 3 anni di OPG più 26 anni di reclusione in carcere.
Cassandra ha scontato la sua condanna nel carcere di Rebibbia ed è stato rilasciato nel dicembre 2015 grazie agli sconti di pena.